# 吟遊詩人の唄
「吟遊詩人の唄」（ぎんゆうしじんのうた）は1978年2月20日に発売された甲斐バンドの9枚目のシングル。表題曲の「吟遊詩人の唄」はレオ・セイヤーの曲 "One Man Band" のカバー曲である。

## 概要
オリコン最高98位。
ファーストアルバム『らいむらいと』に収録されたが、シングルカットされたのはライブアルバム『サーカス&サーカス』に先行した同アルバムのライブテイク。『この夜にさよなら』からのB面曲「くだけたネオンサイン」も同様にライブテイクとなっているが、このテイクはリリース時の『サーカス&サーカス』には未収録で、後のリマスター盤にボーナストラックとして収録された。

## 収録曲
1. 吟遊詩人の唄 （LIVE Version）
作詞：Leo Sayer、訳詞：甲斐よしひろ、作曲：Dave Courtney
2. くだけたネオンサイン （LIVE Version）
作詞：大森信和・甲斐よしひろ、作曲：大森信和

## カバー
- 岩崎宏美 - カバーアルバム「すみれ色の涙から…」（1981年11月5日発売）